# Maria Majocchi
Maria Majocchi Plattis, známá také jako Jolanda (23. dubna 1864 Cento – 8. srpna 1917 Cento) byla italská spisovatelka a novinářka.

## Životopis
Byla dcerou hudebníka a politika Antonia Majocchi (1831–1907) a spisovatelky Lavinie Agnoletti (1839–1911), u nichž získala vzdělání v literární a hudební oblasti. Byla neteří filologa Gaetana Majocchiho. Měla dvě sestry: spisovatelku Clementinu Lauru (pseudonym Bruna [1866–1945]) a Gabriellu. Roku 1884 se provdala za markýze Fernanda Plattis (1864–1893), se kterým měla syna Giovana Battistu, známého jako Gino.
Maria ve svých 17 letech překládala z francouzštiny do italštiny povídky z časopisů La Poupée modèle a Maccies Model. V té době ji zaujal časopis Cordelia, kde publikoval Angelo de Guberantis. Zúčastnila se v něm soutěže Palestra delle giovinette s básní Il fior della ventura (Květ štěstí) kterou časopis vydal 12. února 1882 pod jejím prvním pseudonymem Margheritina di Cento. Angelo de Gubernatis se stal jejím celoživotním přítelem a spolupracovníkem.
V témže roce 1882 si zvolila pseudonym Jolanda, odkazující na jméno postavy z opery Giuseppe Giacosa Una Partita a Scacchi (Hra v šachy). Spolupracovala s různými dalšími časopisy té doby, například Nuova Parola di Cervesato, Natura e arte, Fanfulla della Domenica, Rassegna Nazionale a Marzocco, od kterých získala dvě literární ceny. V roce 1898 založila a řídila spolu s Luigim Federzonim časopis Rassegna moderna di letteratura e arte a v roce 1901 řídila Vittoria Colonna – vědecko-umělecký literární časopis pro italské ženy.
Až do konce 19. století byla široce známou autorkou. Získala řadu ocenění a sledovala, jak jsou k dispozici nová vydání a dotisky jejích knih. Rozšířila také své spektrum spolupráce s časopisy a novinami, konferencemi, veřejnými projevy, účastí na humanitárních aktivitách a novými redakčními zkušenostmi. Maria se také ujala filantropických rolí, založila sdružení pro sběr knih pro vězně. Úspěch této iniciativy podnítil vznik dalších sdružení a aktivit, jako bylo zpřístupnění časopisu Cordelie v Braillově písmu, aby se rozšířil její dosah na nevidomé patrony. Podílela se také na vytvoření několika konferencí.
Maria, která spolupracovala s Cordelií od prvního čísla, převzala uvolněné místo šéfredaktora v roce 1911 po smrti redaktorky Idy Baccini. Stala se třetí osobou, která tuto pozici pro časopis zastávala. Místo zastávala až do své smrti, po ní převzala místo její sestra Bruna.
Vydala řadu románů a sbírek povídek, většinou vydaných v nakladatelství Cappelli. Jejím nejúspěšnějším románem byl Le tre Marie, napsaný v roce 1894, prodalo se sto tisíc výtisků: dočkal se dvaceti dotisků. V roce 1906 provedla Italská bibliografická společnost průzkum, který ji označil za nejčtenější spisovatelku v katolických knihovnách. V roce 1907 vydala knihu etikety Eva regina, která byla úspěšná zejména proto, že se v ní vedle samozřejmostí týkajících se vedení domácnosti zabývala tématy považovanými za skandální, jako je menstruace, sex, manželství, porod a rozvod.
Ulice poblíž centra města Cento byla pojmenována na její počest – Via Jolanda Maria Maiocchi Plattis.

## Dílo

### Poezie
- Il fior della ventura, Cordelia, 1882
- Fiori Secchi, Cappelli Editori, 1894

### Pohádky
- Fiammelle, Castrocaro (Forlì), Ed. Barboni, 1898
- Le spose mistiche, Rocca S. Casciano, Stab. Tip. Licino Cappelli Edit., 1898
- Sulla via degli incanti, Milano, Ed. L. F. Cogliati, 1906
- Amor silenzioso: novelle, Rocca S. Casciano, Ed. L. Cappelli, 1908

### Romány
- Iride, Firenze, Ed. Succ. Le Monnier, 1893
- Le tre Marie, Rocca S. Casciano, Ed. L. Cappelli, 1894
- Il libro dei miraggi, Rocca San Casciano, Ed. Cappelli, 1894
- Nel paese delle chimere: poemetti e fantasie, Rocca S. Casciano, Ed. L. Cappelli, 1897
- La rivincita, Rocca San Casciano, Ed. Cappelli, 1899
- Sotto il paralume color di rosa, Firenze: Ufficio della Rassegna Nazionale, 1900
- Fiori e sogni, Milano, Ed. Stab. Tip. Della Casa Edit. Ditta Giacomo Agnelli, 1901
- Alle soglie dell'eternità, Milano Palermo, Ed. Remo Sandron, 1902
- La maggiorana, Rocca S. Casciano, Ed. Licinio Cappelli Tip. Edit., 1903
- Suor Immacolata, Bologna – Rocca San Casciano, Ed. L. Cappelli, 1904
- Le indimenticabili, Milano, Libr. Edit., Lombarda, 1905
- Dopo il sogno: Romanzo per signorine, Bologna, Ed. N. Zanichelli, 1906
- Le ultime vestali, Città di Castello, Scuola Tip. Cooperativa Ed., 1908

- Lettere a Lydia, Rocca San Casciano, Ed. Cappelli, 1908

- Il crisantemo rosa, Rocca San Casciano, Ed. Cappelli, 1908
- Accanto all'amore, Rocca S. Casciano, Ed. L. Cappelli, 1909
- Il Rosario d'ametiste: piccoli motivi poetici, Rocca S. Casciano, Ed. L. Cappelli, 1909
- Cor ultimum moriens, Rocca S. Casciano, Ed. L. Cappelli, 1911
- Prato fiorito, Rocca San Casciano, Ed. Cappelli, 1911
- La Perla, Rocca S. Casciano, Ed. L. Cappelli, 1917
- Pagine mistiche, pubblicato postumo a cura di Arturo Lancellotti, Bologna, Ed. Cappelli, 1919

### Předmluvy
- Ombre di sogni: versi di Angiolo Lanza, Piacenza, Stabilimento tipografico piacentino, 1898
- Piccole anime senza corpo di Ricciotto Canudo, Castrocaro, Stab. Tip. Amilcare Barboni Edit., 1898
- La reginetta di Gastone Cavalieri, Milano, Remo Sandron Edit., 1900
- Epistolario di Federico Chopin, traduzione e note di Gualtiero Petrucci, Rocca S. Casciano, Ed. Licinio Cappelli, 1907
- Visioni umbre di Alberto Cappelletti, Città di Castello, Soc. tip. editrice cooperativa, 1910
- Tommasina Guidi nella vita e nell'arte, di Catina Rossi Tabellini, Rocca S. Casciano, Ed. L. Cappelli, 1912
- Fiori selvaggi di Adele Albieri, Roma, Ed. G. U. Nalato, 1913
- Fiabe antiche di Zeffira Bianchi Milanesi, Massa Marittima, Ed. F. Fiorini e C., 1913
- Per amore! di Maria Dardi, Rocca S. Casciano, Ed. L. Cappelli, 1914
- Novelle italiche di Larissa Siotto Ferrari, Rocca S. Casciano, Ed. L. Cappelli, 1915
- Il batuffolo nero: pagine di Guerra di Lamberto Toschi-Vespasiani, Pavia, Ed. Tip. Succ. Bruni, 1916

### Spisy
- Le donne dei poemi di Wagner, Milano, Ed. Max Kantorowicz, 1893
- Per la Croce rossa: discorso, Bologna, Ed. Soc. Tip. Azzoguidi, 1890
- Dal mio verziere: saggi critici, Rocca S. Casciano, Licinio Cappelli editore, 1896
- Le ignote, Bologna, Ditta Nicola Zanichelli Tip. Edit., 1899
- Il libro delle ore, Rocca San Casciano, Ed. Cappelli, 1901
- Il rosario d'ametiste, Rocca San Casciano, Ed. Cappelli, 1901
- Note d'arte e impressioni veneziane, Rocca S. Casciano, Licinio Cappelli Tip. Edit., 1903
- Miniature francescane, Rocca S. Casciano, Ed. L. Cappelli, 1907
- Eva regina: il libro delle signore. Consigli e norme di vita femminile contemporanea, Milano, Ed. A. De Mohr e C., 1907
- Donne che avete intelletto d'amore: conversazioni femminili, Rocca S. Casciano, Ed. L. Cappelli, 1909
- L'arte del ricamo: Discorso inaugurale della Esposizione-vendita di lavori femminili, tenuto in Ferrara il 12 Maggio 1912, Ferrara, Ed. Tip. Bresciani Succ., 1912
- Fiori del pensiero, Rocca San Casciano, Ed. Cappelli, 1912

### V češtině
- Představení k dobročinnému účelu – přeložil Hanuš Hackenschmied; in: 1000 nejkrásnějších novel... č. 34. Praha: J. R. Vilímek, 1912
- Tajemné nevěsty – přeložil Jean Rowalski. Praha: Alois Hynek, 1912[7]